# Rough Riders (mini-série)
Rough Riders est une mini-série américaine réalisée par John Milius, diffusée pour la première fois en juillet 1997 sur la chaîne américaine TNT.

## Synopsis
Pendant la guerre hispano-américaine, l'histoire romancée du régiment de volontaires Rough Riders, commandé par Theodore Roosevelt, et ses exploits à la bataille de San Juan.
L’histoire se déroule en 1898 pendant la guerre hispano-américaine (le gouvernement américain décide d'intervenir en faveur des rebelles Cubain dans leur lutte contre les règles espagnoles).
Le régiment Rough Riders est composé de deux hors-la-loi, d'un sénateur, de quatre riches patriciens et d'un assortiment de cow-boys dont la plupart, y compris Roosevelt, ont peu ou pas de formation militaire. Ils combattent et finissent par capturer la colline de San Juan.

## Fiche technique
- Réalisation : John Milius
- Scénario : John Milius et Hugh Wilson
- Photographie : Anthony B. Richmond
- Montage : Sam Citron
- Musique : Peter Bernstein
- Sociétés de production : Affinity Entertainment, Esparza Katz et Larry Levinson Productions
- Durée : 184 minutes
- Dates de diffusion : 
  -  États-Unis : 20 juillet 1997 et 21 juillet 1997 sur TNT

## Distribution
- Tom Berenger : Theodore Roosevelt
- Sam Elliott : Buckey O'Neill
- Gary Busey : Joseph Wheeler
- Brad Johnson : Henry Nash
- Illeana Douglas : Edith Roosevelt
- Chris Noth : Craig Wadsworth
- Brian Keith : William McKinley
- George Hamilton : William Randolph Hearst
- R. Lee Ermey : John Hay
- Nick Chinlund : Frederic Remington
- Dale Dye : Leonard Wood
- Holt McCallany : Hamilton Fish
- Geoffrey Lewis : Eli
- James Parks : William Tiffany
- Dakin Matthews : Wadsworth Senior
- Mark Moses : Woodbury Kane
- William Katt : Edward Marshall
- Francesco Quinn : Rafael Castillo
- Adam Storke : Stephen Crane
- Titus Welliver : Benjamin Goodrich
- Eric Allan Kramer : Henry Bardshar
- Angee Hughes : Sara Bardshar
- Michael Greyeyes : Delchaney
- Buck Taylor : George Neville
- Marshall R. Teague : John Pershing
- Stephen Bridgewater : Polk

## Production
La mini-série a été tournée au Texas en 48 jours avec un budget de 19 millions de dollars.

## Accueil
La mini-série a réuni les meilleures audiences du mois de juillet 1997 pour une mini-série d'une chaîne câblée, étant vue par 16 millions de foyers.
Un critique de Variety déclare que « ce n'est pas de l'histoire simple, le nom est quelque chose de féroce, et les personnages de fiction sont mélangés généreusement avec des prises imaginaires de personnages légendaires; les deux premières heures de l'opus de quatre heures sont colorées, la seconde est troublante.« Rough Riders » est une interprétation rude, parfois idiote, de l'histoire américaine extraordinaire.».
John Milius affirme aussi que le scénario portait également sur le lien entre les hommes ainsi l'effet que la guerre peut avoir sur eux. « Cela vous montre que des choses arrivent aux gens dont ils ne se remettent jamais. C'est pourquoi les vétérans ne peuvent se parler qu'entre eux. Chacun d'entre eux est marqué à vie... Les hommes partent en guerre parce qu'ils le veulent vraiment, ne sachant pas ce que c'est. Ils pensent que c'est une aventure, un fantasme romantique. Et, bien sûr, ce n'est jamais le cas. Les gens sont rassemblés et obligés de faire quelque chose qui n'est vraiment pas naturel pour l'homme - s'entre-tuer. Mais en faisant ce genre d'extraordinaire autodestruction, l'homme semble mettre en œuvre toutes ses vertus. ».
Brian Keith, qui joue le rôle du président McKinley, se suicide après le tournage et avant la diffusion de la mini-série.

## Autour de la série
Milius considère le film comme l'un de ses meilleurs, il a d'ailleurs dit dans l'une de ses interviews « Ils avaient beaucoup de contrôles sur moi, à Turner, et je les ai juste écrasés... Ils me détestaient, mais j'ai fait tourner le film, n'est-ce pas? ». D'une autre façon il affirme cela: « Croyez-moi, il n'y avait pas de bandes annonces pour les stars ou quoi que ce soit. »